# Shinobu Ōta
Shinobu Ōta (jap. 太田 忍 Ōta Shinobu; ur. 28 grudnia 1993 w prefekturze Aomori) – japoński zapaśnik walczący w stylu klasycznym. Srebrny medalista olimpijski z Rio de Janeiro 2016 w kategorii 59 kg.
Mistrz świata w 2019. Triumfator igrzysk azjatyckich w 2018. Mistrz Azji w 2018; srebrny medalista 2014 i brązowy w 2015. Trzeci na MŚ juniorów w 2012 roku.
Absolwent Nippon Sport Science University w Tokio.

## Lista zawodowych walk w MMA
| Wynik     | Bilans | Przeciwnik (bilans przed walką) | Rozstrzygnięcie                             | Runda | Czas | Rozgrywki                                              | Data       | Miejsce | Uwagi                                    |
| --------- | ------ | ------------------------------- | ------------------------------------------- | ----- | ---- | ------------------------------------------------------ | ---------- | ------- | ---------------------------------------- |
| Wygrana   | 7-3    | Roger Blanque (5-5)             | Poddanie (duszenie północ-południe)         | 1     | 2:18 | Bellator Champions Series 3: Jackson vs. Kuramagomedov | 22.06.2024 | Dublin  | Debiut w Bellator MMA                    |
| Wygrana   | 6-3    | Juntaro Ushiku (23-10-1)        | Decyzja (jednogłośna)                       | 3     | 5:00 | Rizin 47                                               | 29.04.2024 | Tokio   |                                          |
| Wygrana   | 5-3    | Ryusei Ashizawa (0-0)           | KO (ciosy pięściami)                        | 1     | 2:21 | Rizin 45                                               | 31.12.2023 | Saitama |                                          |
| Przegrana | 4-3    | Shoko Sato (34-15-2)            | Decyzja (niejednogłośna)                    | 3     | 5:00 | Rizin Landmark 6                                       | 01.10.2023 | Nagoja  |                                          |
| Wygrana   | 4-2    | Kenta Takizawa (13-9)           | TKO (ciosy pięściami)                       | 1     | 4:54 | Super Rizin 2                                          | 30.07.2023 | Saitama |                                          |
| Wygrana   | 3-2    | Kazuma Kuramoto (10-3)          | KO (cios)                                   | 1     | 0:27 | Rizin Landmark 5                                       | 29.04.2023 | Tokio   |                                          |
| Przegrana | 2-2    | Yuki Motoya (30-10)             | Decyzja (jednogłośna)                       | 3     | 5:00 | Rizin 37                                               | 31.07.2022 | Saitama |                                          |
| Wygrana   | 2-1    | Kazuma Sone (24-21-1)           | TKO (soccer kick i stompy)                  | 2     | 3:55 | Rizin 33                                               | 30.12.2021 | Saitama |                                          |
| Wygrana   | 1-1    | Yuta Kubo (0-0)                 | Decyzja (jednogłośna)                       | 3     | 5:00 | Rizin 30                                               | 19.09.2021 | Saitama |                                          |
| Przegrana | 0-1    | Hideo Tokoro (34-30-2)          | Poddanie (dźwignia prosta na staw łokciowy) | 2     | 2:23 | Rizin 26                                               | 31.12.2020 | Saitama | Debiut w MMA, Pojedynek w wadze koguciej |